# Фотонная интегральная схема
Фотонная интегральная схема (ФИС) или интегральная оптическая схема - это микрочип, содержащий два или более фотонных компонента, которые образуют функционирующую схему. Эта технология обнаруживает, генерирует, транспортирует и обрабатывает свет. Фотонные интегральные схемы используют фотоны (или частицы света) в отличие от электронов, которые используются электронными интегральными схемами. Основное различие между ними заключается в том, что фотонная интегральная схема обеспечивает функции для информационных сигналов, подаваемых на оптических длинах волн, обычно в видимом спектре или ближнем инфракрасном диапазоне (850-1650 нм).
Наиболее коммерчески используемым материалом для фотонных интегральных схем является фосфид индия (InP), который позволяет интегрировать различные оптически активные и пассивные функции на одном кристалле. Первоначальными примерами фотонных интегральных схем были простые двухсекционные лазеры с распределенным брэгговским отражателем (РБО лазер), состоящие из двух независимо управляемых секций устройства – секции усиления и секции зеркала РБО. Следовательно, все современные монолитные перестраиваемые лазеры, широко перестраиваемые лазеры, лазеры с внешней модуляцией и передатчики, интегрированные приемники и т.д. являются примерами фотонных интегральных схем. Начиная с 2012 года устройства интегрируют сотни функций на одном чипе.[1] Новаторская работа в этой области была проведена в Bell Laboratories (Лаборатории Белла). Наиболее известными академическими центрами развития и инноваций в области фотонных интегральных схем в InP являются Калифорнийский университет в Санта-Барбаре, США, Технологический университет Эйндховена и Университет Твенте в Нидерландах.
Разработка 2005 года [2] показала, что кремний, несмотря на то, что он является материалом с непрямой запрещенной зоной, все же может быть использован для генерации лазерного излучения с помощью нелинейности комбинационного рассеяния света. Такие лазеры имеют не электрический, а оптический привод и, следовательно, по-прежнему возникает необходимость в дополнительном лазерном источнике с оптической накачкой.

## История
Фотоника - это наука об обнаружении, генерации фотонов и манипулирования ими. Согласно квантовой механике и концепции корпускулярно-волнового дуализма, впервые предложенной Альбертом Эйнштейном в 1905 году, свет действует одновременно и как электромагнитная волна, и как частица. Например, полное внутреннее отражение в оптическом волокне позволяет ему действовать как волновод.
Интегральные схемы, использующие электрические компоненты, были впервые разработаны в конце 1940-х - начале 1950-х годов, но только в 1958 году они стали коммерчески доступными. Когда в 1960-х годах были изобретены лазер и лазерный диод, термин "фотоника" стал более распространенным для описания применения света взамен тех применений, которые ранее были достигнуты с помощью электроники.
К 1980-м годам фотоника набрала обороты благодаря своей роли в волоконно-оптической связи. В начале десятилетия Майнт Смит, ассистент новой исследовательской группы в Делфтском технологическом университете, стал пионером в области интегрированной фотоники. Ему приписывают изобретение решетчатой волноводной решетки (Arrayed Waveguide Grating (AWG)) - основного компонента современных цифровых соединений для Интернета и телефонов. Смит получил несколько наград, в том числе грант для передовых исследователей (ERC Advanced Grant),  премию Rank в области оптоэлектроники и премию LEOS за технические достижения.[3]
Благодаря новаторской работе Майнта Смита и Тона Бэккса за последние несколько десятилетий голландский сектор интегрированной фотоники приобрел известность. Бэккс был назначен рыцарем ордена Нидерландского Льва, среди прочего, за его роль в реформировании кафедры электротехники в Технологическом университете Эйндховена и в основании Института фотонной интеграции и PhotonDelta.[4]
В октябре 2022 года во время эксперимента, проведенного в Датском техническом университете в Копенгагене, фотонный чип передал 1,84 петабита данных по волоконно-оптическому кабелю длиной более 7,9 километров. Сначала поток данных был разделен на 37 секций, каждая из которых передавалась по отдельной жиле волоконно-оптического кабеля. Затем каждый из этих каналов был разделен на 223 части, соответствующие равноудаленным всплескам света по всему спектру.[5]

## Сравнение с электронной интеграцией
В отличие от электронной интеграции, где кремний является доминирующим материалом, системные фотонные интегральные схемы были изготовлены из различных систем материалов, включая электрооптические кристаллы, такие как ниобат лития, кремнезем на кремнии, кремний на изоляторе, различные полимеры и полупроводниковые материалы, которые используются для создания полупроводниковых лазеров, такие как арсенид галлия (GaAs) и фосфид индия (InP). Используются различные системы материалов, поскольку каждая из них обеспечивает различные преимущества и ограничения в зависимости от интегрируемой функции. Например, ФИС на основе кремнезема (диоксида кремния) обладают очень желательными свойствами для пассивных фотонных схем, таких как волноводной решетки, благодаря их сравнительно низким потерям и низкой тепловой чувствительности, ФИС на основе GaAs или InP позволяют напрямую интегрировать источники света, а кремниевые ФИС обеспечивают совместную интеграцию фотоники с транзисторной электроникой.[6]
Технологии изготовления аналогичны тем, которые используются в электронных интегральных схемах, в которых фотолитография используется для формирования рисунка пластин для травления и нанесения материала. В отличие от электроники, где основным устройством является транзистор, здесь нет одного доминирующего устройства. Диапазон устройств, необходимых на чипе, включает в себя соединительные волноводы с малыми потерями, разделители мощности, оптические усилители, оптические модуляторы, фильтры, лазеры и детекторы. Для этих устройств требуется множество различных материалов и технологий изготовления, что затрудняет реализацию всех их на одном чипе.
Новые методы, использующие резонансную фотонную интерферометрию, открывают путь для использования УФ-светодиодов для оптических вычислений с гораздо меньшими затратами, что открывает путь к (петагерцовой) бытовой электронике.

## Примеры фотонных интегральных схем
Основное применение фотонных интегральных схем находится в области волоконно-оптической связи, хотя также возможны применения в других областях, таких как биомедицина [7] и фотонные вычисления.
Волноводные решетки (AWG), которые обычно используются в качестве оптических (де)мультиплексоров  в волоконно-оптических системах связи с разделением по длине волны (WDM), являются примером фотонной интегральной схемы, которая заменила предыдущие схемы мультиплексирования, в которых использовалось множество дискретных фильтрующих элементов. Поскольку разделение оптических мод является необходимостью для квантовых вычислений, эта технология может быть полезна для миниатюризации квантовых компьютеров (см. Линейные оптические квантовые вычисления).
Другим примером фотонного интегрированного чипа, широко используемого сегодня в волоконно-оптических системах связи, является лазер с внешней модуляцией (EML), который сочетает в себе лазерный диод с распределенной обратной связью и модулятор электропоглощения[8] на одном чипе на основе InP.

###### Монолитные ФИС
Устройства, все компоненты которых изготовлены путём введения примесей или структурирования материала подложки, называются монолитными ФИС. В качестве материала подложек для монолитных ФИС обычно используются GaAs или InP, которые называются AIIIBV соединениями, так как состоят из элементов, расположенных в III и V столбцах периодической таблицы Менделеева. В устройствах, изготавливаемых на подложках из AIIIBV соединений, используются примеси, позволяющие управлять шириной запрещённой зоны и, следовательно, рабочей длиной волны активных устройств — лазеров и усилителей.

###### Немонолитные ФИС
ФИС, не являющиеся монолитными, называются гибридными. Их обычно изготавливают на подложке из ниобата лития, кремния, стекла, реже — на подложке из полимеров. Ниобат лития используется в качестве подложки ввиду его высокого электрооптического коэффициента. Кремний — очень перспективный материал для создания ФИС, так как позволяет использовать технологии, разрабатываемые для электронных интегральных схем и, вероятно, самое главное, — позволяет объединять фотонные и электронные интегральные схемы. Стекло или оргстекло (полиметил метакрилат) имеют низкую себестоимость и широко распространены; кроме того, на основе ряда стекол, легированных редкоземельными элементами, можно изготавливать лазеры и оптические усилители. Однако, обычно из таких материалов не удаётся изготавливать монолитные устройства, поскольку некоторые функциональные устройства (к примеру, полупроводниковые лазеры) проще приклеить, чем интегрировать в материал подложки.

## Приложения
Поскольку глобальное потребление данных растет, а спрос на более быстрые сети продолжает расти, миру необходимо найти более устойчивые решения энергетического кризиса и изменения климата. В то же время на рынке появляется все больше инновационных приложений для сенсорных технологий, таких как лидар в автомобилях с автономным управлением.[9] Необходимо идти в ногу с технологическими вызовами.
Расширение сетей передачи данных 5G и центров обработки данных, более безопасные транспортные средства с автономным управлением и более эффективное производство продуктов питания не могут быть устойчиво обеспечены только с помощью технологии электронных микрочипов. Однако объединение электрических устройств со встроенной фотоникой обеспечивает более энергоэффективный способ увеличения скорости и пропускной способности сетей передачи данных, снижения затрат и удовлетворения все более разнообразных потребностей в различных отраслях промышленности.
Данные и телекоммуникации
Основное применение ФИС находится в области волоконно-оптической связи. Волноводные решетки с решеткой (AWG), которые обычно используются в качестве оптических мультиплексоров (de) в волоконно-оптических системах связи с разделением по длине волны (WDM), являются примером фотонной интегральной схемы.[10] Другим примером в волоконно-оптических системах связи является лазер с внешней модуляцией (EML), который сочетает в себе лазерный диод с распределенной обратной связью и модулятор электропоглощения. Например, EFFECT Photonics разрабатывает доступные и высокопроизводительные решения для оптической связи, такие как оптические приемопередатчики SPF+, которые помогают удовлетворить спрос на полосу пропускания и более быструю передачу данных.
ФИС также может увеличить полосу пропускания и скорость передачи данных за счет использования маломодовых оптических плоских волноводов. Особенно, если моды могут быть легко преобразованы из обычных одномодовых плоских волноводов в маломодовые и избирательно возбуждать нужные моды. Например, двунаправленный пространственный режим slicer и combine r[11] могут быть использованы для достижения желаемых режимов более высокого или более низкого порядка. Принцип его работы зависит от каскадирования ступеней плоских волноводов V-образной и/или M-образной формы с градуированным индексом.
ФИС могут не только увеличить пропускную способность и скорость передачи данных, но и снизить энергопотребление в центрах обработки данных, которые тратят значительную часть энергии на охлаждение серверов.[12] По сравнению с исключительно электронными решениями, ФИС выделяют гораздо меньше тепла и могут уменьшить потребность в охлаждении, снижая потребление энергии. Например, QuiX Quantum разрабатывает квантовые фотонные процессоры, которые позволяют квантовым фотонным компьютерам работать при комнатной температуре, что приводит к уменьшению размеров и стоимости.[13]
Здравоохранение и медицина
Используя передовые биосенсоры и создавая более доступные диагностические биомедицинские инструменты, интегрированная фотоника открывает двери для технологии "лаборатория на чипе" (LOC), сокращая время ожидания и передавая диагностику из лабораторий в руки врачей и пациентов. Основанная на сверхчувствительном фотонном биосенсоре, диагностическая платформа SurfiX Diagnostics предоставляет широкий спектр тестов на месте оказания медицинской помощи.[14] Аналогичным образом, Amazec Photonics разработала технологию волоконно-оптического зондирования с фотонными чипами, которая позволяет измерять температуру с высоким разрешением (доли 0,1 милликельвина) без необходимости введения датчика температуры внутрь тела.[15] Таким образом, медицинские специалисты могут измерять как сердечный выброс, так и объем циркулирующей крови извне организма. Другим примером оптической сенсорной технологии является устройство EFI OptiGrip, которое обеспечивает больший контроль над ощущением тканей при минимально инвазивной хирургии.
Применение в автомобилестроении и машиностроении
ФИС может применяться в сенсорных системах, таких как Lidar (что означает обнаружение света и определение дальности), для мониторинга окружающей среды транспортных средств.[16] Его также можно подключить в автомобиле через Li-Fi, который похож на Wi-Fi, но использует свет. Эта технология облегчает связь между транспортными средствами и городской инфраструктурой для повышения безопасности водителя. Например, некоторые современные транспортные средства устанавливают дорожные знаки и напоминают водителю об ограничении скорости.
С технической точки зрения волоконно-оптические датчики могут использоваться для определения различных величин, таких как давление, температура, вибрации, ускорения и механическая деформация.[17] Сенсорная технология PhotonFirst использует интегрированную фотонику для измерения таких вещей, как изменение формы самолетов, температура аккумулятора электромобиля и нагрузка на инфраструктуру.
Сельское хозяйство и продовольствие
Датчики играют важную роль в инновациях в сельском хозяйстве и пищевой промышленности с целью сокращения потерь и выявления заболеваний.[18] Технология светочувствительности, основанная на ФИС, позволяет измерять переменные, недоступные человеческому глазу, позволяя цепочке поставок продуктов питания обнаруживать болезни, спелость и питательные вещества во фруктах и растениях. Это также может помочь производителям продуктов питания определить качество почвы и рост растений, а также измерить выбросы CO2. Новый миниатюрный датчик ближнего инфракрасного диапазона, разработанный компанией MantiSpectra, достаточно мал, чтобы поместиться в смартфоне, и может использоваться для анализа химических соединений таких продуктов, как молоко и пластмассы.[19]

## Типы изготовления и материалы
Технологии изготовления аналогичны тем, которые используются в электронных интегральных схемах, в которых фотолитография используется для формирования рисунка пластин для травления и осаждения материала.
Наиболее универсальными платформами считаются фосфид индия (InP) и кремниевая фотоника (SiPh).:
- Фотоэлементы из фосфида индия (InP) обладают активной лазерной генерацией, усилением, контролем и обнаружением. Это делает их идеальным компонентом для коммуникационных и сенсорных приложений.
- Фотоэлементы из нитрида кремния (SiN) обладают широким спектральным диапазоном и волноводом со сверхнизкими потерями. Это делает их идеально подходящими для детекторов, спектрометров, биосенсоров и квантовых компьютеров. Самые низкие потери при распространении, о которых сообщалось в SiN (от 0,1 дБ/см до 0,1 дБ/м), были достигнуты с помощью триплексных волноводов LioniX International.
- Кремниевая фотоника (SiPh) обеспечивает низкие потери для пассивных компонентов, таких как волноводы, и может использоваться в миниатюрных фотонных схемах. Они совместимы с существующим электронным оборудованием.

Термин "кремниевая фотоника" на самом деле относится скорее к технологии, чем к материалу. Он сочетает в себе фотонные интегральные схемы высокой плотности (ФИС) с дополнительным производством электроники из металлооксидных полупроводников (CMOS). Наиболее технологически зрелой и коммерчески используемой платформой является кремний на изоляторе (SOI).
Другие платформы включают:
- Ниобат лития (LiNbO3) является идеальным модулятором для режима с низкими потерями. Он очень эффективен при согласовании ввода–вывода оптоволокна благодаря своему низкому индексу и широкому окну прозрачности. Для получения более сложных изображений ниобат лития может быть сформирован в виде крупных кристаллов. В рамках проекта ELENA существует европейская инициатива по стимулированию производства LiNbO3-ФИС. Также предпринимаются попытки разработать ниобат лития в качестве изолятора (LNOI).
- Кремнезем имеет малый вес и небольшой форм-фактор. Это распространенный компонент оптических сетей связи, таких как планарные световолновые схемы (ПЛК).
- Арсенид галлия (GaAs) обладает высокой подвижностью электронов. Это означает, что GaAs-транзисторы работают на высоких скоростях, что делает их идеальными драйверами аналоговых интегральных схем для высокоскоростных лазеров и модуляторов.

Комбинируя и конфигурируя различные типы микросхем (включая существующие электронные чипы) в гибридной или гетерогенной интеграции, можно максимально использовать сильные стороны каждого из них. Применение такого дополнительного подхода к интеграции удовлетворяет спрос на все более сложные энергоэффективные решения.

## Разработчики
Государственно–частные партнерства, такие как Photon Delta в Европе и Американский институт производственной интегрированной фотоники в Соединенных Штатах, также обеспечивают сквозные цепочки поставок и экосистемы, помогающие создавать и масштабировать компании, работающие в области интегрированной фотоники.
Существует целый ряд организаций, специализирующихся на различных видах изготовления:
- Smart Photonics (Нидерланды) - литейный завод по производству фосфида индия (InP)
- Ligentec (Швейцария) - литейный завод по производству нитрида кремния (SiN)
- LioniX International (Нидерланды) - организация, специализирующаяся на производстве нитрида кремния (SiN).
- AMF (Сингапур) и VTT (Финляндия) являются литейными заводами для кремниевой фотоники (SiPh).
- GlobalFoundries (США) и Tower Semiconductor (Израиль) являются литейными заводами для кремниевой фотоники (SiPh).
- Lightelligence - стартап, основанный в 2017 году в Массачусетском технологическом институте.[20]

## Текущее состояние
По состоянию на 2010 год фотонная интеграция была активной темой в оборонных контрактах США.[21][22] Он был включен Форумом по работе с оптическими сетями для включения в стандарты оптических сетей на 100 гигагерц.[23]

## Смотрите также
- Оптические вычисления
- Оптический транзистор
- Кремниевая фотоника

## Рекомендации
■ Ларри Колдрен; Скотт Корзайн; Милан Машанович (2012). Диодные лазеры и фотонные интегральные схемы (https://books.google.com/books?id=GBB1kOYONT4C ) (Второе изд.). Джон Уайли и сыновья. ISBN 9781118148181.
- Маколей, Аластер Д. (1999). Оптические компьютерные архитектуры: Применение оптических концепций к компьютерам следующего поколения.
- Гуха, А.; Рамнараян, Р.; Дерстайн, М. (1987). "Архитектурные проблемы при проектировании символьных процессоров в оптике". Proceedings of the 14th annual international symposium on Computer architecture - ISCA '87. p. 145. doi:10.1145/30350.30367 (https://doi.org/10.1145%2F30350. 30367). ISBN 0818607769. S2CID 14228669 (https://api.semanticscholar.org/CorpusID:142 28669).
- Altera Corporation (2011). "Overcome Copper Limits with Optical Interfaces" (http://www.alte ra.com/literature/wp/wp-01161-optical-fpga.pdf?WT.mc_id=ap_pr_al_ne_tx_j_132) (PDF).
- Brenner, K.-H.; Huang, Alan (1986). "Logic and architectures for digital optical computers (A)". J. Opt. Soc. Am. A3: 62. Bibcode:1986JOSAA...3...62B (https://ui.adsabs.harvard.edu/a bs/1986JOSAA...3...62B).
- Brenner, K.-H. (1988). "A programmable optical processor based on symbolic substitution". Appl. Opt. 27 (9): 1687–1691. Bibcode:1988ApOpt..27.1687B (https://ui.adsabs.harvard.edu/ abs/1988ApOpt..27.1687B). doi:10.1364/AO.27.001687 (https://doi.org/10.1364%2FAO.27.0 01687). PMID 20531637 (https://pubmed.ncbi.nlm.nih.gov/20531637). S2CID 43648075 (https://api.semanticscholar.org/CorpusID:43648075).

Retrieved from "https://en.wikipedia.org/w/index.php?title=Photonic_integrated_circuit&oldid=1144270517"
- Янг М. Оптика и лазеры, включая волоконную оптику и волноводы. — М.: Мир, 2005. — 350 с.
- Welch D., Joyner C., Lambert D. et al. III—V photonic integrated circuits and their impact on optical network architectures // Optical Fiber Telecommunications / Ed. by I. P. Kaminow, T. Li, A. E. Willner. — Academic Press, 2008. P. 343—379
- Разумовский Алексей Сергеевич, Наний Олег Евгеньевич. Фотонная интегральная схема. «Словарь нанотехнологичных терминов». Роснано. Дата обращения: 17 декабря 2011. Архивировано 17 мая 2012 года.